# 小木曾荘
小木曾荘（おぎそのしょう）は、美濃国恵那郡の木曾谷南部にあった荘園。現在の長野県木曽郡上松町・大桑村・南木曽町・岐阜県中津川市の山口付近と推定される。
木曾地域の所属については信濃国・美濃国の間で争いがあり、公式に美濃国恵那郡から信濃国筑摩郡に移されたのは中世後期と推定されている（詳細は恵那郡を参照のこと）ため、本項目では美濃国の荘園として扱う（現在の木曽郡の成立は明治時代のことである）。
文献としての初出は鎌倉時代の永仁6年（1298年）で、当初は仁和寺無量寿院領であったが、元徳2年（1330年）に禅助（中院通成の子）が没した際に門人である高山寺の仁弁に譲られて高山寺領となった。
ただし、この地の地頭である真壁氏（俗に「美濃真壁氏」「小木曾真壁氏」）について、隣の遠山荘の地頭になった加藤景廉の娘が常陸国真壁荘の真壁友幹の継室となり、その所生の男子・薬王丸（成人後の諱は不詳）が真壁氏本宗家から分かれて小木曾荘に入ったとみられているため、その歴史は少なくても鎌倉時代初期まで遡る。
また、通説では木曾谷南部に小木曾荘、北部には大吉祖荘があったと考えられているが、所三男は、「大（オホ）」と「小（ヲ）」を音韻の混同と捉え、小坂が大坂に発音・表記が変化したように、小木曾荘が大吉祖荘とも呼ばれたのではないか（つまり、同一の荘園である）とする説を唱えている（大吉祖荘は『吾妻鏡』文治2年3月12日条に登場する）。また、異説として飛騨国大野郡小木曾村（現在の岐阜県高山市丹生川地区）の誤りとする説もあるが、飛騨国とした文献・記録は確認できない。
小木曾荘には吉野・永野・水野の3つの保があったのが知られているが、現在の通説では、吉野保は上松町吉野、永野保は大桑村大字長野、水野保は南木曽町三留野と推定されている。
南北朝時代の貞和2年（1346年）に室町幕府は同地の地頭である真壁政幹が建武4年（1337年）以来、小木曾荘の年貢と勘料を領主に納めていないとして、これを納めるように命じている（尊経閣文庫所蔵貞和2年3月2日付足利直義下知状）。また、観応3年（1352年）頃には政幹の一族と思われる真壁光幹が小木曾荘にいたことを示す文書（『真壁文書』16号「観応三年真壁光幹相博状」）も存在している。政幹と光幹の関係については後述する。
それから間もなく（14世紀後半）には、木曾氏が小木曾荘に侵入して勢力を広げたと考えられているが、小木曾荘のその後については不明となっている。
前述の真壁光幹に関して、従来の通説は漠然と地頭・真壁政幹の一族でその代官であったと漠然と考えられてきた。ところが、その後の常陸真壁氏の研究の結果、小木曾荘の真壁氏の系統に属する真壁政幹とその孫にあたる広幹が足利尊氏に従って東国に下向して常陸に入り、後に真壁氏の本宗家から宗家の地位を奪うことになったと考えられるようになった。そして、光幹こそが本来の本宗家の生き残りと考えられ、常陸国真壁荘と美濃国小木曾荘の所領の相博（交換）という名目で真壁から追われて小木曾荘に押し込められたとする見方がされるようになった。この説が事実であれば、14世紀後半に小木曾荘の地頭真壁氏は本貫である真壁荘に移住して戦国武将の真壁氏幹を経て秋田藩佐竹氏家臣となったことになり、半ば放棄された小木曾荘に木曾氏が侵入したことになる。